# Cañas (canton)
Pour les articles homonymes, voir Cañas.

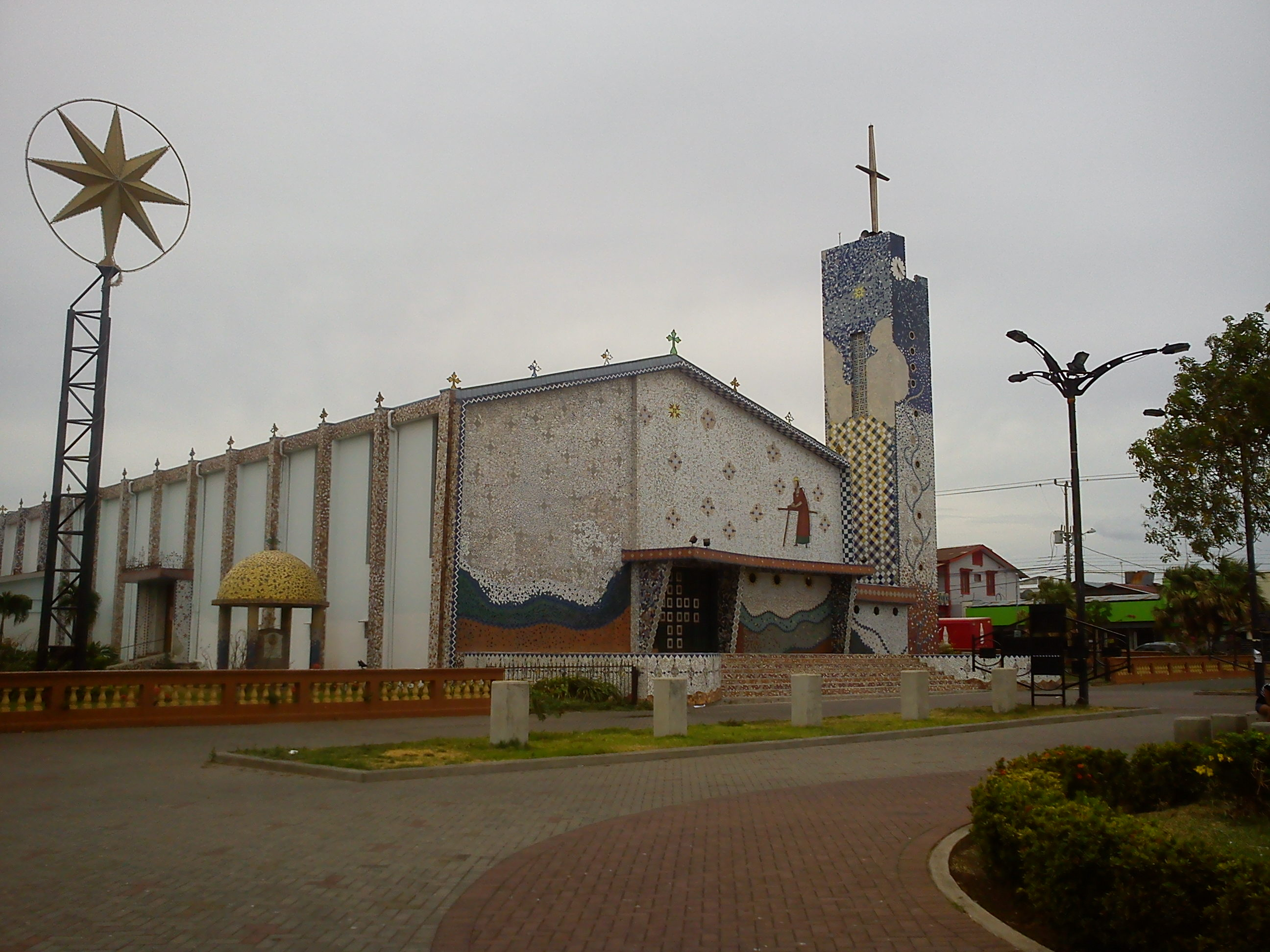
L’Eglise de Cañas.

Cañas est un canton (deuxième échelon administratif) costaricien de la province de Guanacaste au Costa Rica.

## Géographie
Le canton couvre une superficie de 682,20 km², et a une population de 30 015 habitants.
Le canton allongé touche le Río Tempisque dans le sud-ouest. Il garde le Río Bebedero et Río Tenorio sur sa limite ouest, en élargissant pour englober les basses terres agricoles avant de grimper dans la Cordillère de Guanacaste jusqu'au volcan Tenorio.

## Histoire
Le canton a été créé par un décret du 12 juillet 1878.

## Districts
Le canton de Cañas est subdivisé en cinq districts (distritos) :
| District   | Population |
| ---------- | ---------- |
| Cañas      | 23 729     |
| Palmira    | 1 243      |
| San Miguel | 1 922      |
| Bebedero   | 2 370      |
| Porozal    | 751        |